# Hôpital André Mignot
Het Hôpital André-Mignot is een ziekenhuis in Le Chesnay, Île-de-France (Frankrijk). Het is opgericht in 1981. Het is onderdeel van de Centre Hospitalier de Versailles en een academisch ziekenhuis van de Universiteit van Versailles-Saint-Quentin-en-Yvelines.